# همه‌پرسی استقلال کالدونیای جدید (۲۰۲۱)
همه‌پرسی استقلال کالدونیای جدید (انگلیسی: 2021 New Caledonian independence referendum) که خودش یک قلمرو فرانسوی در اقیانوس آرام جنوبی می‌باشد، در ۱۲ دسامبر ۲۰۲۱ برگزار شد. این همه‌پرسی سومین و آخرین نظرسنجی بود که تحت شرایط معاهده نومئا برگزار گردید. در همه‌پرسی استقلال کالدونیای جدید (۲۰۱۸) و همه‌پرسی استقلال کالدونیای جدید (۲۰۲۰) هر دو بار در آن استقلال کالدونیای جدید به ترتیب با ۵۶٫۷ درصد و ۵۳٫۳ درصد رد شد.
رای‌دهندگان با اکثریت قاطع استقلال را رد کردند، با ۹۶٫۵۰٪ مخالف استقلال و ۳٫۵۰٪ به استقلال. این همه‌پرسی در بحبوحه تحریم گسترده جمعیت بومی کاناک برگزار شد، این در حالی بود که رهبران آن خواهان به تعویق افتادن رأی‌گیری بدنبال شیوع گسترده کوید ۱۹ در سپتامبر ۲۰۲۱ بودند که در مجموع باعث مرگ ۲۸۰ نفر شد. تأکید کرد که مراسم عزاداری کناک تا یک سال به طول انجامید.
مبارزان ضد استقلال با تأکید بر اینکه شیوع تا اواسط نوامبر به میزان قابل توجهی کاهش یافته بود، حامیان استقلال را متهم کردند که از همه‌گیری برای توجیه به تعویق انداختن رفراندوم استفاده می‌کنند که می‌ترسیدند از دست بدهند، زیرا نقش فرانسه را به خوبی پس از اعزام این کشور به نمایش گذاشته بود. پزشکان و دوزهای واکسن و همچنین تزریق ده میلیارد فرانک اقیانوسیه به اقتصاد محلی.
میزان مشارکت تنها ۴۳٫۸۷ درصد از رای‌دهندگان در مقایسه با ۸۵٫۶۹ درصد در همه‌پرسی سال ۲۰۲۰ برآورد شد. دولت فرانسه از ترس ناآرامی، ۲۰۰۰ پرسنل نظامی را برای رای‌گیری در کالدونیای جدید مستقر کرد که در نهایت به صورت مسالمت آمیز انجام شد.
رئیس‌جمهور فرانسه، امانوئل مکرون  نتایج همه‌پرسی را تبریک گفت و افزود که فرانسه «زیباتر است زیرا کالدونیای جدید تصمیم گرفته‌است بخشی از آن بماند.» از آنجایی که اکنون «از انتخاب دوتایی «بله» یا «خیر» رها شده‌است»، و از آنجا که سیاستمدارانش خواسته‌اند تا «ساخت یک پروژه مشترک، را با شناختن و احترام به کرامت همگان» آغاز کنند، از آن حمایت می‌کنیم.
هواداران استقلال خواستار شرکت در بحث پس از همه‌پرسی دربارهٔ وضعیت آینده کالدونیای جدید شدند، اما از انجام این کار تا قبل از پایان آوریل ۲۰۲۲ در انتخابات ریاست جمهوری فرانسه (۲۰۲۲) اجتناب کردند. همچنین قرار است پس از یک دوره گذار تا ۳۰ ژوئن ۲۰۲۳ یک همه‌پرسی دیگر در مورد وضعیت جدید کالدونیای جدید در فرانسه بررسی شود.